# Thuisfrontcommissie
Een thuisfrontcommissie (afk. TFC) is een groep mensen die een zendeling(e) ondersteunt vanuit het land van herkomst. De commissie heeft als doel om de betrokken zendeling (en eventueel gezin) in staat te stellen zijn werk zo goed mogelijk te doen.
In de meeste gevallen werkt een TFC samen met het zendingsgenootschap en/of de kerk die de zendeling heeft uitgezonden. In de commissie hebben in het algemeen vrienden, kennissen, en vertegenwoordigers van de kerk van de zendeling(e) zitting.

## Werkzaamheden
De werkzaamheden van een TFC zijn divers. In de regel houden zij zich bezig met:
- Geestelijke ondersteuning van de zendingswerker
- Praktische, financiële en morele ondersteuning van de zendingwerker
- Public Relations

## Statistieken
Er zijn geen precieze cijfers bekend hoeveel TFC’s er zijn. In het algemeen werkt binnen de protestantse wereld het merendeel van de zendelingen met een TFC. In Nederland organiseert onder andere de Evangelische Zendingsalliantie speciale toerustingdagen voor de leden van TFC’s.